# Hove
Hove – miasto w Anglii, w hrabstwie ceremonialnym East Sussex, należące do jednolitej jednostki administracyjnej (unitary authority) Brighton and Hove, położone nad kanałem La Manche, w sąsiedztwie miasta Brighton. W 2001 roku miasto liczyło 72 335 mieszkańców.
W mieście rozwinął się przemysł metalowy, elektrotechniczny oraz maszynowy.